# Leppävaara
Leppävaara (schwed. Alberga) ist ein Stadtteil der finnischen Stadt Espoo und stellt das Zentrum des einwohnerstärksten Stadtbezirks Espoos (finn. suuralue) Suur-Leppävaara dar. Leppävaara liegt im östlichen Espoo an der Grenze zu Helsinki.
Das Einkaufszentrum Sello befindet sich im Stadtteil. Der Bahnhof Leppävaara ist ein wichtiger Knotenpunkt im Liniennetz des Schienennahverkehrs in der Region Helsinki. Seit 2023 bedient auch die tangentiale Schnellstraßenbahnlinie 15 den Bahnhof.
Im hiesigen Stadion wurden 2003 die Para Leichtathletik-Europameisterschaften des Internationalen Paralympischen Komitees (IPC) ausgetragen.
Die bekannteste Sehenswürdigkeit des Stadtteils ist die 1979 fertiggestellte lutherische Kirche von Leppävaara.

## Sehenswürdigkeiten

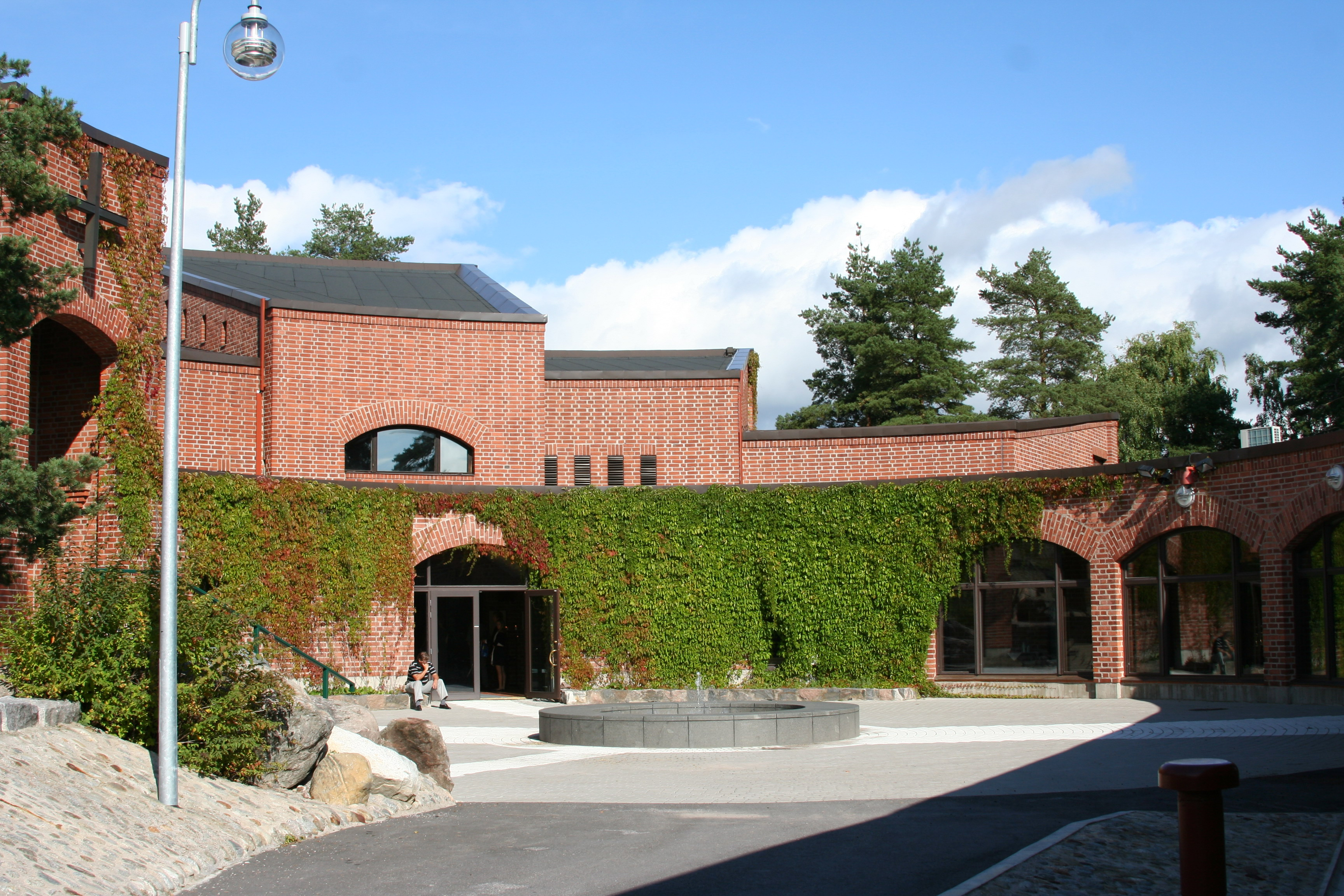
Hof der Kirche von Leppävaara
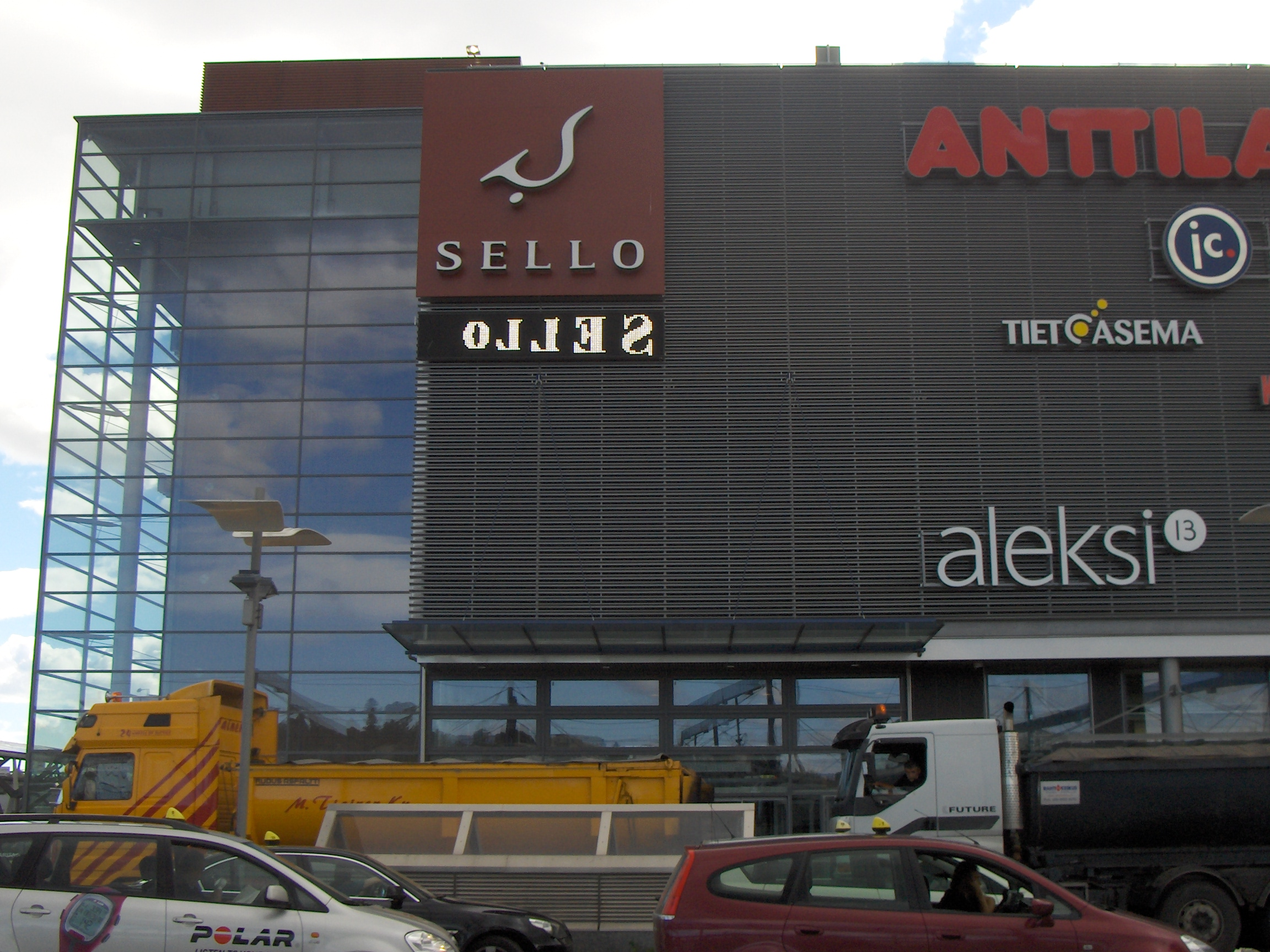
Einkaufszentrum Sello